# Facundo Perdomo
Facundo Perdomo Marmól (Montevideo, 21 agosto 1999) è un calciatore uruguaiano, difensore del Liverpool (M).

## Caratteristiche tecniche
È un terzino destro.

## Carriera
Perdomo ha iniziato la sua carriera nel settore giovanile del Nacional, che ha lasciato nel 2017 per firmare con gli austriaci del Rapid Vienna. Assegnato alla squadra riserve, ha debuttato il 22 settembre dello stesso anno nell'incontro di Regionalliga vinto 3-0 contro il St. Pölten II. Fra il 2021 ed il 2023 ha fatto ritorno in prestito in Uruguay con Nacional, Central Español e Sud América.
Il 17 agosto 2023 è passato in prestito al Liverpool (M). Riscattato al termine della stagione, nel dicembre del 2023 ha tuttavia subito la rottura del legamento crociato nel corso di un incontro contro il Dep. Maldonado,

## Statistiche

### Presenze e reti nei club
Statistiche aggiornate al 29 aprile 2024.
| Stagione        | Squadra           | Campionato      | Campionato | Campionato | Coppe nazionali | Coppe nazionali | Coppe nazionali | Coppe continentali | Coppe continentali | Coppe continentali | Altre coppe | Altre coppe | Altre coppe | Totale | Totale | Totale |
| Stagione        | Squadra           | Comp            | Pres       | Reti       | Comp            | Pres            | Reti            | Comp               | Pres               | Reti               | Comp        | Pres        | Reti        | Pres   | Reti   |        |
| --------------- | ----------------- | --------------- | ---------- | ---------- | --------------- | --------------- | --------------- | ------------------ | ------------------ | ------------------ | ----------- | ----------- | ----------- | ------ | ------ | ------ |
| 2017-2018       | Austria Vienna II | RL              | 6          | 0          |                 | -               | -               |                    | -                  | -                  |             | -           | -           | 6      | 0      |        |
| 2019-2020       | Austria Vienna II | 2L              | 10         | 0          |                 | -               | -               |                    | -                  | -                  |             | -           | -           | 10     | 0      |        |
| 2020-2021       | Austria Vienna II | 2L              | 6          | 0          |                 | -               | -               |                    | -                  | -                  |             | -           | -           | 6      | 0      |        |
| 2022            | Central Español   | SD              | 24         | 0          | CU              | 1               | 0               |                    | -                  | -                  |             | -           | -           | 25     | 0      |        |
| 2023            | Sud América       | SD              | 16         | 0          | CU              | 0               | 0               |                    | -                  | -                  |             | -           | -           | 16     | 0      |        |
| 2023            | Liverpool (M)     | PD              | 13         | 0          | CU              | 1               | 0               | CL                 | 0                  | 0                  | SU          | 0           | 0           | 14     | 0      |        |
| 2024            | Liverpool (M)     | PD              | 0          | 0          | CU              | 0               | 0               | CL                 | 0                  | 0                  | SU          | 0           | 0           | 0      | 0      |        |
| Totale carriera | Totale carriera   | Totale carriera | 65         | 0          |                 | 2               | 0               |                    | 0                  | 0                  |             | 0           | 0           | 67     | 0      |        |

## Palmarès

### Club

#### Competizioni nazionali
- Campionato uruguaiano: 1

Liverpool Montevideo: 2023
- Supercoppa uruguaiana: 2

Liverpool Montevideo: 2023, 2024